# Stylaster bilobatus
Stylaster bilobatus is een hydroïdpoliep uit de familie Stylasteridae. De poliep komt uit het geslacht Stylaster. Stylaster bilobatus werd in 1909 voor het eerst wetenschappelijk beschreven door Hickson & England. 